# Marc-André Selosse
Pour les articles homonymes, voir Selosse.
Marc-André Selosse, né le 29 mars 1968 à Paris, est un biologiste et vulgarisateur français spécialisé en botanique et mycologie. Il a travaillé sur la symbiose, en particulier dans les domaines de l’évolution et de l’écologie.

## Biographie

### Jeunesse et formation
Né à Paris en mars 1968, Marc-André Selosse passe tous ses étés à Belle-Île-en-Mer où il apprend à étudier la nature. Il commence à se passionner pour les champignons, après un cours de sciences naturelles en classe de cinquième. Il poursuit des études secondaires en section scientifique.
Il a successivement été élève de l'École normale supérieure (1986) où il passe l’agrégation de sciences naturelles en 1991, puis de l’École nationale des eaux et forêts (1992-1994). Il passe à l’université Paris-Sud sa thèse de doctorat en biologie (1998) sur la génétique des populations de champignons, réalisée à Nancy et pendant laquelle il enseigne beaucoup dans des préparations aux concours d'enseignement en biologie (CAPES, Agrégation).

### Parcours scientifique et universitaire
D’abord en poste à l’INRA de Nancy dès 1993, puis maître de conférences à l’université Pierre-et-Marie-Curie en 2000, il obtient son habilitation à diriger des recherches en 2002 à l’université Paris-Sud. Il devient professeur à l’université de Montpellier en 2004, où il effectue ses recherches au Centre d'écologie fonctionnelle et évolutive.
Il est depuis 2013 professeur du Muséum national d'histoire naturelle à Paris, au sein de l’Institut de systématique, évolution, biodiversité, où il dirige l’équipe « Interactions et évolution végétale et fongique » (INEVEF).
Il est éditeur des revues scientifiques internationales New Phytologist, Symbiosis, Ecology Letters, ainsi que de la revue de vulgarisation Espèces. Il a été éditeur de Botany Letters, qu'il a contribué à refonder totalement à partir d'Acta botanica Gallica, entre 2012 et 2025.

### Membre d'institutions
Il est membre du conseil d’administration de la Fédération France orchidées. Il a été membre de la Commission Écologie de l'IRD (CSS3, entre 2008 et 2011), ainsi que des conseils scientifiques de l'Institut écologie et environnement du CNRS (INEE, entre 2017 et 2024) et de Tela Botanica (2006-2014). Il a présidé la Société botanique de France entre 2010 et 2019 et reste membre du bureau. Il est administrateur de l'Association Française d'Agroforesterie depuis 2016.
Membre de l’Académie d’agriculture de France depuis 2016 et de l'Institut universitaire de France depuis 2022, il préside depuis sa création en 2019 la Fédération BioGée, qui réunit des Académies et des sociétés scientifiques pour remettre les savoirs et les démarches de la biologie au cœur des questions sociétales et au service du citoyen.

### Décoration
- 2022 : Officier de l’ordre du Mérite agricole[11]

## Travaux

### Recherche
Il publie régulièrement dans des revues à évaluation par les pairs,. Ses publications portent sur le rôle écologique et l’évolution des symbioses, notamment celles qui impliquent des micro-organismes, et plus précisément sur les mycorhizes, des symbioses entre racines des plantes et champignons du sol.
Il est un des spécialistes mondiaux des mycorhizes des orchidées. Il a en particulier contribué à découvrir et étudier la mycohétérotrophie, c’est-à-dire la capacité de certaines plantes à utiliser leurs champignons mycorhiziens comme source de carbone,, expliquant comment ces plantes s’adaptent à l’ombre dans les sous-bois forestiers. Il travaille notamment sur les réseaux mycorhiziens, qui relient les plantes par le biais de champignons partagés, et permettent parfois des échanges nutritifs entre plantes voisines.
Spécialiste du rôle des symbioses entre végétaux et champignons dans la colonisation des terres émergées au Dévonien, il a proposé en 2002 l’hypothèse que les Prototaxites, des fossiles dévoniens énigmatiques qui atteignaient parfois plusieurs mètres, soient des lichens géants. Il plaide en faveur d'une redéfinition plus réaliste et évolutionniste des niches écologiques des champignons.
Il a mené des recherches sur la Truffe du Périgord (Tuber melanosporum), un champignon mycorhizien des arbres, en pilotant un programme national d’étude, Bases d’une gestion écologique durable des écosystèmes truffiers (SYSTRUF), financé par l’Agence nationale de la recherche entre 2010 et 2014,. Il travaille sur la génétique et la reproduction de la truffe.

### Enseignement et vulgarisation
Marc-André Selosse est formateur d’enseignants du secondaire et responsable pour le Muséum national d'histoire naturelle de la préparation à l’agrégation de sciences de la vie - sciences de la Terre et de l'Univers située à l’université Paris-Sud. Ses enseignements portent sur la microbiologie (dont la mycologie) et les interactions biologiques (dont la symbiose) avec une perspective écologique et évolutionniste. Il enseigne depuis 1991 dans de nombreuses universités en France et à l’étranger (notamment à Gdańsk en Pologne), et est chargé de cours à l'École normale supérieure de Lyon et l'École normale supérieure de la rue d'Ulm.
Il a participé à plusieurs commissions de programmes d’enseignement pour le collège et le lycée, l’agrégation ou le CAPES en sciences de la vie et de la Terre. Il a notamment contribué aux nouveaux programmes de SVT dans la réforme du lycée en 2018-2019 et travaille à la défense de cette discipline. Il s'inquiète, depuis la réforme du baccalauréat général et technologique en 2018 d'une « régression de l'enseignement des sciences de la vie et de la Terre » : il fut un des rédacteurs des nouveaux programmes de lycée en 2019, où cette discipline devrait permettre selon lui, si elle n'était pas en option seulement, d'aider à « répondre aux crises environnementales et sanitaires. »
Très actif en vulgarisation, notamment par de nombreuses conférences et des livres, il a contribué comme directeur scientifique à plusieurs documentaires, dont Les champignons pourront-ils sauver le Monde ?,, à de nombreuses revues comme Pour La Science, La Recherche ou Science & Vie, à diverses vidéos pédagogiques en ligne comme sur le site du Muséum ou sur YouTube, à l'émission télévisée E=M6 et à de nombreuses émissions de radio,. Passionné de vigne et de vin, il est vice-président de l'association ampélographique  "les Cépages Modestes".
Il a été, entre 2020 et 2021, chroniqueur pour l’émission La Terre au carré tous les mercredis, sur France Inter. Il tient une chronique en accès libre dans la revue Médecine/Sciences, « Réfléchir le vivant ».
En déconstruisant les préjugés qui nous ont empêchés de comprendre la nature et en expliquant simplement le fonctionnement des microbes, des plantes et des animaux, Marc André Selosse incite les lecteurs à mieux observer le vivant et à modifier leurs comportements.

### Distinctions
- Médaille d’argent de l’Académie d’agriculture de France en 1998[35]
- Prix Boucher-Dedieu de l’Académie des Sciences (2020)[36]
- Prix Homme-Nature 2020 de la Fondation François-Sommer pour la chasse et la nature[37]
- Prix Benedictus Polonus 2025 (Ministère de la Recherche de Pologne)

## Publications

### Ouvrages
- La Symbiose : structures et fonctions, rôle écologique et évolutif, Paris, Vuibert, 2000, 154 p. (ISBN 2-7117-5283-6)
- Jamais seul : ces microbes qui construisent les plantes, les animaux et les civilisations, Arles, Actes Sud, 2017, 368 p. (ISBN 978-2-330-07749-5).
- Les Goûts et les couleurs du monde : une histoire naturelle des tanins, de l’écologie à la santé, Arles, Actes Sud, 2019, 358 p. (ISBN 978-2-330-12677-3)2020 : prix Mange, Livre ![38],[39]
- Avec Mathieu Burniat, Sous Terre, Paris, Dargaud, 2021, 174 p.  (ISBN 978-2-205-08825-0) 2022 : prix La science se livre dans la catégorie « adolescents »
- L’Origine du monde : une histoire naturelle du sol à l’intention de ceux qui le piétinent, Arles, Actes Sud, 2021, 480 p. (ISBN 978-2-330-15267-3)
- Petites histoires naturelles : chroniques du vivant, Arles, Actes Sud, 2021, 165 p. (ISBN 978-2-330-15640-4)
- Nature et Préjugés : Convier l'humanité dans l'histoire naturelle, Arles, Actes Sud, 2024, 438 p. (ISBN 978-2-330-19034-7)

### Principaux chapitres d’ouvrages
- « Les champignons qui nourrissent les plantes : les associations mycorhiziennes », in Francis Hallé (éd.), Aux origines des plantes, 2008, p. 266–281. Fayard, Paris.
- « Des organismes chimériques : le sexe "lent" des eucaryotes », in Pierre-Henri Gouyon & A. Civard-Racinais (éd.), Aux origines de la sexualité, 2009, p. 46–67. Fayard, Paris.
- T. Lefevre, F. Renaud, M.-A. Selosse, F. Thomas, « Évolution des interactions entre espèces », in F. Thomas, T. Lefèvre & M. Raymond (éd.), Biologie évolutive, 2010, p. 530-613. De Boeck, Paris.
- (en) J.W.D. Dearnaley, F. Martos, M.-A. Selosse, « Orchid mycorrhizas: molecular ecology, physiology, evolution and conservation aspects », in B. Hock (éd.), The Mycota IX: Fungal associations, 2nd édition, 2013, p. 207–230 (chap. 12). Springer, Berlin Heidelberg.
- (en) N.A. Hynson, T.P. Madsen, M.-A. Selosse, I.K.U. Adam, Y. Ogura-Tsujita, M. Roy, G. Gebauer, « The physiological ecology of mycoheterotrophy », in V. Merckx (éd.), Mycoheterotrophy: the biology of plants living on fungi, 2013, p. 297–342 (chap. 8). Springer, Berlin Heidelberg.
- « Les métamorphoses de la vigne aux mains de l’homme », in J. Rigaux & J. Rosen (éd.), Le Goût retrouvé du vin de Bordeaux, 2018, p. 236-254. Actes Sud, Arles.
- « Perdus dans les limbes du post-néolithique », in F. Denhez, La Cause végane, 2019, p. 187-201. Buchet/Chastel Écologie.
- « Une vie de botaniste pas loin de la Néottie (et plus) », in G. Le Cornec, Les Pommes de l’apocalypse, 2020, p. 255-262. Éditions du Rocher, Paris.
- « Symbiose », in J. Gayon (sous la direction de), L’Identité. Dictionnaire encyclopédique, 2020, p. 765-767. Gallimard, Paris.

### Radio
- « Grand entretien avec Marc-André Selosse », La Méthode scientifique, France Culture, 12 mai 2022
- « Génie du vivant : Les champignons avec Marc-André Selosse », Les Savanturiers : l'intelligence du vivant, France Inter, 27 juin 2020
- « Quels sont nos véritables liens avec la nature ? », La Conversation scientifique (Etienne Klein), 15 mars 2025

#### Autres publications
- Articles de vulgarisation
- Articles de recherche

Selosse est l’abréviation botanique standard de Marc-André Selosse.
Consulter la liste des abréviations d'auteur en botanique ou la liste des plantes assignées à cet auteur par l'IPNI, la liste des champignons assignés par MycoBank, la liste des algues assignées par l'AlgaeBase et la liste des fossiles assignés à cet auteur par l'IFPNI.